# Venus (Bananarama)
Venus è un singolo del gruppo musicale britannico Bananarama, pubblicato nel 1986 come estratto dall'album  True Confessions.

## Descrizione
Venus, originariamente portata al successo dagli Shocking Blue nel 1969, era stata parte del repertorio delle Bananarama per diversi anni prima che venisse registrata nel loro album del 1985 True Confessions. Sara Dallin, Siobhan Fahey, e Keren Woodward avrebbero voluto registrare Venus in chiave dance, ma incontrarono la resistenza dei loro produttori Steve Jolley e Tony Swain, e quindi si rivolsero al trio Stock, Aitken & Waterman, che da pochissimo tempo avevano portato al successo You Spin Me Round (like a Record) dei Dead or Alive.
Le Bananarama intendevano dare al brano un sound simile proprio a quello di You Spin Me Round (like a Record), e nonostante le perplessità di Stock, Aitken, e Waterman, la scelta si rivelò particolarmente azzeccata. Venus arrivò alla vetta delle classifiche negli Stati Uniti, Canada, Australia, Nuova Zelanda, Svizzera, Messico, e Sudafrica. Inoltre entrò nella top ten di Germania, Hong Kong, Italia, Austria, Belgio, Finlandia, Francia, Paesi Bassi, Svezia, Venezuela, Norvegia, Portogallo, Spagna e Regno Unito.
Anche il video musicale ebbe una massiccia programmazione da parte di MTV in tutto il mondo. Nel video le Bananarama apparivano vestite in diversi costumi, fra cui succubi, sacerdotesse, dee. In una sequenza del video viene anche ricreata l'immagine del quadro La nascita di Venere di Sandro Botticelli. Il video segna un notevole cambio di look del trio inglese, decisamente più sexy, rispetto all'immagine avuta fino a quel momento della carriera. Nel video musicale c'e un cameo del ballerino e attore tedesco Andreas Wisniewski, che è noto per aver interpretato Necros in 007 - Zona pericolo, Tony Vreski in Die Hard - Trappola di Cristallo e lo scagnozzo di Max Mitsopolis in Mission: Impossible, adattamento cinematografico del 1996 della serie tv Missione impossibile.
Dopo Venus, le Bananarama collaborarono con il trio di produttori Stock, Aitken, e Waterman anche nell'album successivo del gruppo Wow!, pubblicato l'anno seguente.

## Tracce
7"
1. Venus - 3:40
2. White Train - 3:50

12"
1. Venus (Extended) - 7:23
2. Venus (Dub) - 8:15
3. White Train - 3:50

Remix
- Venus (Album Version)
- Venus (Edit)
- Venus (Extended Version)
- Venus (Hellfire Mix)
- Venus (Hellfire Dub)
- Venus (The Fire & Brimstone Mix)
- Venus (The Greatest Remix)
- Venus (The Greatest Remix Edit)
- Venus (2001 Version)
- Venus (Marc Almond's Hi-NRG Showgirls Mix)

## Formazione
- Keren Woodward - voce
- Sara Dallin - voce
- Siobhan Fahey - voce

## Classifiche
| Classifica (1986)        | Posizione più alta |
| ------------------------ | ------------------ |
| Australia                | 1                  |
| Canada                   | 1                  |
| Messico                  | 1                  |
| Nuova Zelanda            | 1                  |
| Sud Africa               | 1                  |
| Svizzera                 | 1                  |
| U.S. Billboard Hot 100   | 1                  |
| U.S. Hot Dance Club Play | 1                  |
| Germania                 | 2                  |
| Hong Kong                | 2                  |
| Belgio                   | 3                  |
| Venezuela                | 3                  |
| Francia                  | 4                  |

| Classifica (1986) | Posizione più alta |
| ----------------- | ------------------ |
| Italia            | 4                  |
| Paesi Bassi       | 4                  |
| Norvegia          | 4                  |
| Finlandia         | 5                  |
| Austria           | 6                  |
| Portogallo        | 6                  |
| Spagna            | 7                  |
| Regno Unito       | 8                  |
| Svezia            | 9                  |
| Irlanda           | 12                 |
| Danimarca         | 14                 |
| Giappone          | 43                 |